# Wolfgang Bergmann (Publizist)
Wolfgang Bergmann (* 2. November 1962 in Wiesbaden) ist ein deutscher Publizist. Er ist derzeit ARTE-Koordinator im ZDF sowie Geschäftsführer von ARTE Deutschland.

## Leben
Bergmann studierte von 1982 bis 1988 an der Johannes Gutenberg-Universität Mainz Ethnologie, Publizistik und Germanistik. Ab 1986 war er freier Mitarbeiter der ZDF-Redaktion „Schauspiel“, ab 1989 Pressereferent und Theater-Redakteur bei 3sat und schließlich ab 1993 Leiter der Öffentlichkeitsarbeit. Seit 1997 ist er Leiter der „Programmgruppe Theater“ sowie Subkoordinator „Theater und Musik“ für ARTE.
Im Jahr 1999 wurde der ZDFtheaterkanal gegründet, dessen stellvertretender Leiter er zunächst wurde. Seit 2001 ist Bergmann dessen Leiter unter Beibehaltung seiner Funktionen für 3sat und ARTE. Von 1. November 2007 bis September 2010 war er zusätzlich Gründungsdirektor der Akademie für Darstellende Kunst Baden-Württemberg in Ludwigsburg. Seit 1. Dezember 2009 war er als Koordinator ZDF-Kulturkanal am Um- und Ausbau des ZDFtheaterkanals zu ZDFkultur maßgeblich beteiligt. Seit Oktober 2011 leitet Bergmann die ARTE-Koordination im ZDF und ist Geschäftsführer von ARTE-Deutschland. Außerdem sitzt er der Musica-Gruppe bei ARTE vor.
Bergmann ist Autor und Herausgeber verschiedener Publikationen und entwickelte zahlreiche TV-Formate und Konzepte, darunter die „Theaterfilme“ wie Bertolt Brechts „Baal“ und Frank Wedekinds „Lulu“ in der Regie von Uwe Janson oder Friedrich Schillers „Kabale und Liebe“ von Leander Haußmann und den OSCAR-nominierten Film Pina von Wim Wenders. Er ist der Initiator für zahlreiche theatralische und literarische Schwerpunkte auf 3sat und Arte, darunter solche über Brecht, Schiller, Shakespeare, Sturm und Drang sowie verschiedenste Thementage, von Pop around the Clock (3sat) bis Elvis(Arte). Ende der Mitte der 1990er Jahre begründete er die Zusammenarbeit von 3sat mit dem Berliner Theatertreffen, in dessen Folge bislang etwa 100 Aufzeichnungen und TV-Adaptionen von Bühnenstücken für das Fernsehen entstanden sind. Er begründete zusammen mit Jo Schmidt das deutschsprachige TV-Theatermagazin FOYER und war Initiator von TV-Formaten wie „Theaterlandschaften“, „Arte Lounge“ und „zdf.kulturpalast“. Außerdem seit 2013 die jeweils zehnteiligen Dokumentationsreihe "Geliebte Feinde - die Deutschen und die Franzosen" und "Ach Europa", die Konzertreihe "Berlin live" und die weltweit erste TV-Dokumentationsreihe mit einer integrierten 360°-virtual-reality-Erfahrung als App "Polar Sea" über die Nordwestpassage als Seismograph des Klimawandels. 2017 brachte er für ARTE die neue werktägliche Reportageleiste RE: auf den Weg, mit Menschen und Geschichten, die Europa bewegen. Mit Hope@Home reagierte er ab März 2020 – gemeinsam mit dem Geiger Daniel Hope und der Berliner TV-Produktionsfirma Kobalt auf den Kultur-Lockdown in der Corona-Zeit und brachte mehr als 160 Hauskonzerte mit mehr als 300 Künstlerinnen und Künstlern als ARTE-Sendungen zur Ausstrahlung. Als Reaktion auf den Angriff Russlands auf die Ukraine initiierte er 2022 die ARTE-Reihe Tracks East und adaptierte das Youtube-Format Masha on Russia für ARTE. 
Bergmann ist Mitglied der Deutschen Akademie der Darstellenden Künste und ZDF-Repräsentant im Deutschen Bühnenverein sowie Mitglied im Board des IMZ (Internationales Musikzentrum).
Er vertritt das ZDF und ARTE im Aufsichtsrat der MFG Baden-Württemberg und ist Stellvertretender Vorsitzender im Aufsichtsrat der Produktionsfirma Off The Fence.
2008 wurde Wolfgang Bergmann zum Professor ernannt. Er hat eine Tochter und drei Söhne.

## Herausgeberschaft
- Peter von Becker: Das Jahrhundert des Theaters. Du Mont, Köln 2002.
- Thomas Irmer, Matthias Schmidt: Die Bühnenrepublik. Theater in der DDR. Alexander, Berlin 2003.
- Der inszenierte Blick. ZDFtheaterkanal. BelAir edition 2009.
- E-Book "Geliebte Feinde" – Die Deutschen und die Franzosen 2014.

## Auszeichnungen
2006: Preis des Deutschen Kritikerverbandes in der Sparte „Fernsehen“
2008: Filmkunstpreis Fernsehen beim 56. Internationalen Filmfestival in Mannheim
2008: Prix Italia für KA-Cirque du Soleil aus Las Vegas auf zwei Kanälen
2016: Grimme Online award für Polar Sea 360°